# Bulovský príslop
Bulovský príslop (1125 m) – szeroka przełęcz w Starohorskich Wierchach na Słowacji. Oddziela szczyt Barania hlava (1132 m) na zachodzie od  Kečki (1225 m) na wschodzie.
Rejon przełęczy jest trawiasty. Jest to dawna hala pasterska. Jej południowo-zachodnie stoki opadają do doliny Šponga, północne do doliny Veľká Šindliarka. Tuż powyżej przełęczy na hali znajduje się Útulňa pod Kečkou – schronisko turystyczne typu útulňa umożliwiające nocleg. W sezonie turystycznym działa przy nim również bufet.

## Szlaki turystyczne
Przez przełęcz przechodzi Cesta hrdinov SNP – główny szlak Starohorskich Wierchów i Niżnych Tatr. Czas przejścia z Donoval na  Bulovský príslop 1 godz..
  Donovaly – Barania hlava – Bulovský príslop – Kečka – Hadliarka – sedlo Hadlanka – Kozí chrbát – Hiadeľské sedlo. Odległość 9,5 km, suma podejść 540 m, suma zejść 435 m, czas przejścia: 3:10 h, z powrotem 3 h.